# Land- und Amtsgericht (Königsberg)

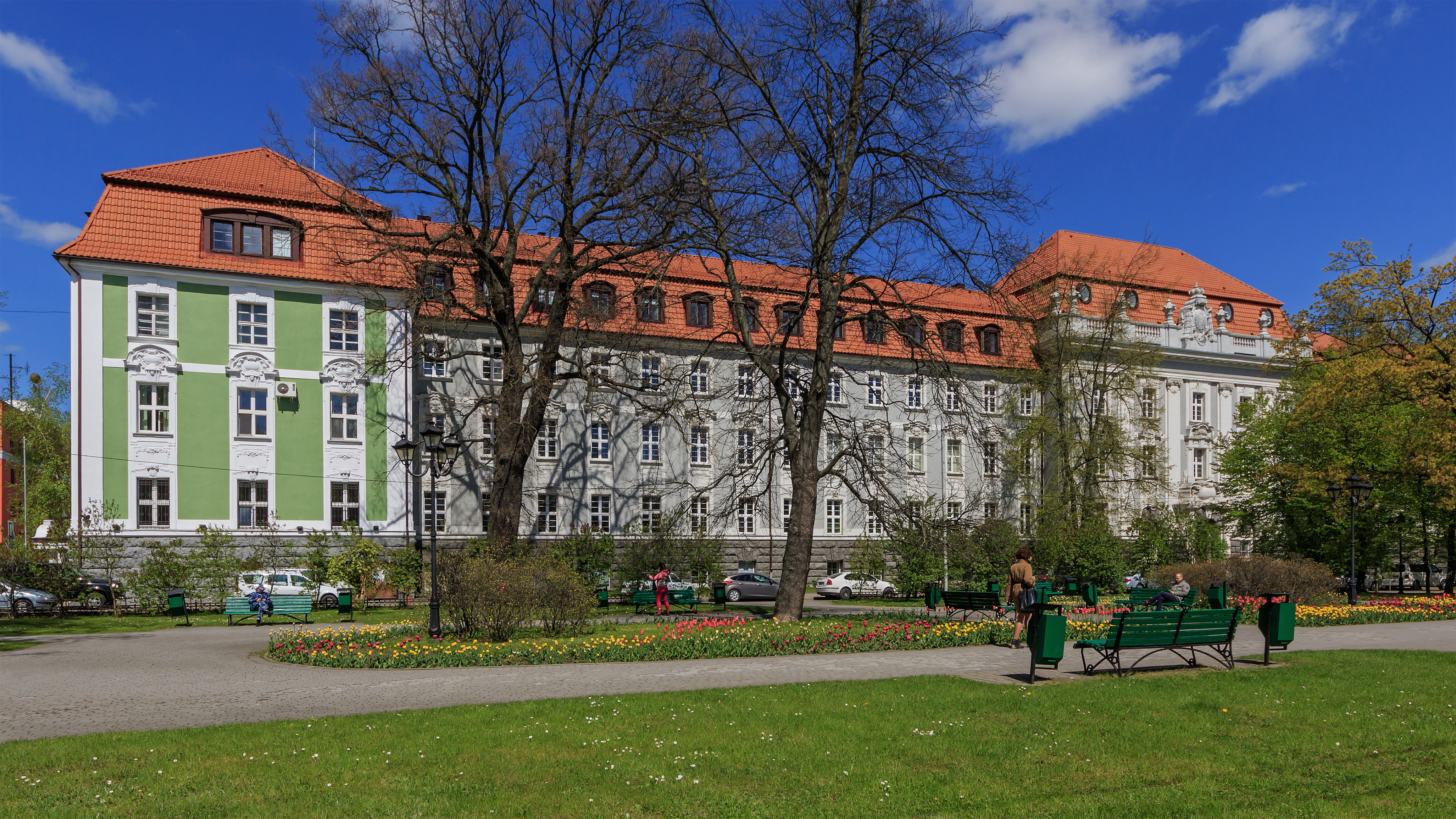
Schaufassade zum Prospekt Mira (2017)

Das Gebäude des ehemaligen Land- und Amtsgerichtes am Prospekt Mira 2 (früher Hansaring 14–16) in Kaliningrad wird heute von der Staatlichen Technischen Universität Kaliningrad genutzt.

## Lage und Umgebung
Das Gebäude des ehemaligen Land- und Amtsgerichtes befindet sich am Prospekt Mira (früher Hansaring) in den ehemaligen Mittelhufen. Es war das zweite öffentliche Gebäude, das in Königsberg nach dem Abriss des Steindammer Tores „draußen vor der Stadt“ auf dem früheren Festungsareal erbaut wurde. Das Gebäude ist zum ehemaligen Hansaring ausgerichtet und bildete den ersten Bauabschnitt eines größeren Gebäudekomplexes. In der engeren Umgebung finden sich zahlreiche weitere öffentliche Gebäude: Direkt westlich liegt die neoklassizistische frühere Oberpostdirektion, weiter im Westen das neoklassizistische Neue Schauspielhaus (jetzt Dramatheater Kaliningrad) und im Süden das im Stil der Neuen Sachlichkeit erbaute frühere Preußische Staatsarchiv.

## Geschichte
Das Gerichtsgebäude wurde von 1913 bis 1917 im für historistische Justizbauten typischen Stil des Neobarocks erbaut. Die Entwurfsplanung entstand im preußischen Ministerium der öffentlichen Arbeiten in Berlin unter der Leitung von Oberbaurat Eduard Saal (1860–1918). Die Oberleitung der Ausführung hatte Regierungs- und Baurat Erich Stiehl bei der Königsberger Bezirksregierung. Die örtliche Bauleitung übten Regierungsbaumeister Schmidt, Regierungsbaumeister Siegfried Kraatz und Regierungsbaumeister Alfred Henrich aus. Von 1929 bis 1931 entstand der Erweiterungsbau des Gerichtes im Zusammenhang mit weiteren Baumaßnahmen, nämlich dem von 1927 bis 1929 erbauten Gerichtsgefängnis und der von 1931 bis 1933 ausgeführten Erweiterung von dessen Männerflügel.

## Beschreibung

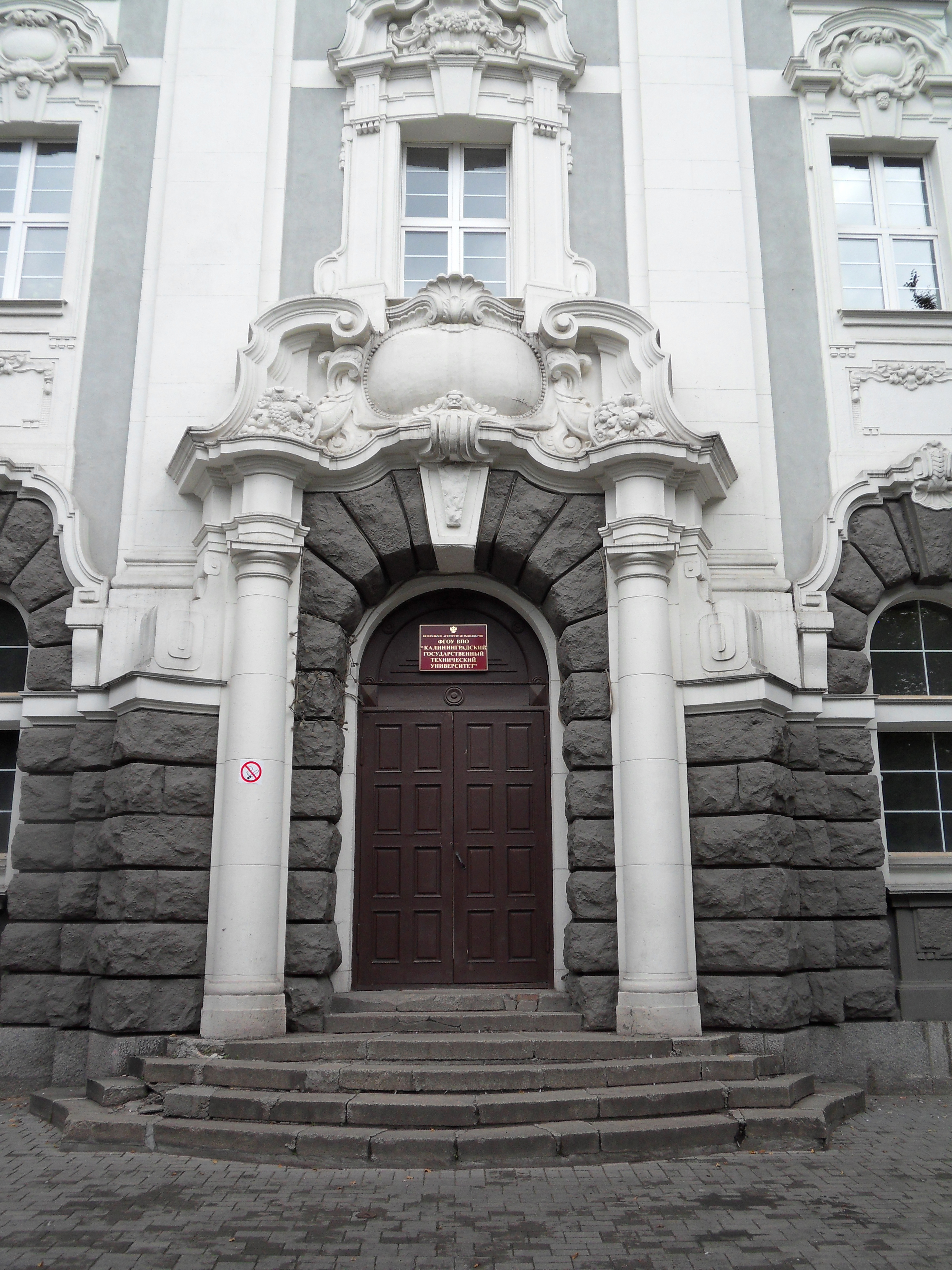
Portal (2010)

Der Eingang befindet sich im vorspringenden Mittelrisalit. Zwei Säulen flankieren den Eingang und tragen einen Sprenggiebel. In der Mitte dieses „aufgebrochenen“ Giebels sitzt ein Medaillon. Die einzelnen Fensterachsen des Mittelrisalits werden durch Pilaster gegliedert, die – „als Inbegriff barocker Dekoration“ – durch je eine Vase bekrönt werden. Die Traufe ist um 1,5 m erhöht, das Traufgesims kräftiger geschmückt als in den Seitenflügeln und mit einer Balustrade dekoriert. Die Kunststein-Verzierungen des Hauptportals und der Dachgesimse stammen vom Bildhauer Hermann Thiele (1867–1930). Die Vorhalle im Mittelbau ist mit Ornamenten geschmückt und führt in das weiträumige Treppenhaus mit zwei symmetrisch angeordneten dreiläufigen Treppen. Vor dem Mittelportal befindet sich die bereits 1912 hier aufgestellte Skulptur Kämpfende Wisente des Bildhauers August Gaul.